# Dörfl (Reichertshofen)
Dörfl ist ein Dorf und Ortsteil des Marktes Reichertshofen im oberbayerischen Landkreis Pfaffenhofen an der Ilm.

## Geographie und Verkehrsanbindung
Dörfl liegt östlich des Kernortes Reichertshofen an der nördlich verlaufenden B 300. Westlich verläuft die A 9.
Westlich vom Ort fließt der Auer Bach und östlich der Moosgraben.

## Geschichte
Das Dorf gehörte zur Gemeinde Hög und wurde mit dieser am 1. Juli 1972 in den Markt Reichertshofen eingegliedert.